# USS Langley (CVL-27)
El USS Langley (CVL-27) fue un portaaviones ligero de la clase Independence que sirvió en la Armada de los Estados Unidos de 1943 a 1951. Transferido a Francia, continuó como La Fayette (R96) hasta 1963.

## Construcción
Fue puesta la quilla en 1942 en el New York Shipbuilding. Fue botado el casco en 1943. Y fue asignado en la US Navy en 1943.

## Historia de servicio
El USS Langley combatió en la Segunda Guerra Mundial. En 1951 fue transferido a la Marine Nationale (Francia) y su nombre cambió a La Fayette (R96). En 1963 le llegó la baja definitiva y regresó a EE. UU. Terminó desguazado.

## Nombre
Este buque fue bautizado Langley en honor al USS Langley, primer portaaviones de EE. UU. A su vez, honra a Samuel Pierpont Langley, pionero de la aviación.